# Хон Ин Че
Хон Ин Че (кор. 홍은채; нар. 10 листопада 2006) — південнокорейська співачка. Учасниця  жіночого K-pop гурту Le Sserafim.

## Раннє життя і освіта
Хо Ин Че народилася 10 листопада 2006 року в Сеулі, Південна Корея. Її сім'я складається з матері, батька та старшого брата. Вона відвідувала початкову школу Sadang у Сеулі, згодом середню школу Incheon, потім середню школу для дівчат Moonyoung у Сеулі, звідки перевелася до Incheon Arts High School, що спеціалізується на мистецтві.
У початковій школі вона займалася художньою гімнастикою, а в старших класах була членкинею учнівської ради та клубу з легкої атлетики.
Побачивши концерт Seventeen, коли їй було дванадцять років, вона отримала натхнення стати K-pop виконавицею і почала відвідувати Def Dance Skool у лютому 2019 року. Def Dance Skool — це танцювальна школа, яка відкрилася в 2002 році, і окрім Инче, її учнями є Junkyu та Doyoung із Treasure, Hyun Seung-hee з Oh My Girl і Danielle з NewJeans.

## Кар'єра

### 2020—2021: Прослуховування
У лютому 2020 року Инче пройшла прослуховування для JYP Entertainment і Pledis Entertainment, пройшовши перший раунд в обох агентствах.
Її взяли на стажування в Source Music у січні 2021 року під час прослуховування в академії Def Dance Skool.

### 2022—дотепер: дебют із Le Sserafim і ведуча Music Bank
У січні 2022 року вона приєдналася до групи Le Sserafim як остання відібрана учасниця. 6 квітня 2022 року Инче була представлена як третя учасниця Le Sserafim. Гурт дебютував 2 травня 2022 року з мініальбомом Fearless.
3 лютого 2023 року було оголошено, що Ин Че приєднається до актора Лі Чеміна як нова ведуча музичного шоу Music Bank та проведе свій перший ефір 10 лютого, замінивши Чан Вон Йон з IVE, що зробило її наймолодшою ведучою Music Bank.
16 березня 2023 року на каналі KBS відбулася прем'єра веб-шоу Eunchae's Star Diary, де Ин Че бере інтерв'ю з артистами, які виступають на Music Bank. Це щотижнева програма, яка щоп'ятниці завантажується на платформу YouTube.

## Співпраці та мода
20 лютого 2023 року бренд одягу Kirsh оголосив, що Ин Че стала їхньою новою моделлю та амбасадоркою бренду.

## Дискографія

### Авторство пісень
Уся авторська інформація про пісні була взята з бази даних Корейської асоціації авторських прав на музику, якщо не вказано інакше.
| Назва                                                 | Рік  | Артист      | Альбом     | Композитор | Слова | Прим.  |
| ----------------------------------------------------- | ---- | ----------- | ---------- | ---------- | ----- | ------ |
| «Fearnot (Between You, Me and the Lamppost)» (피어나) | 2023 | Le Sserafim | Unforgiven | Так        | Так   | [ 12 ] |

## Фільмографія

### Веб-шоу
| Рік       | Назва                | Нотатки                | Прим.  |
| --------- | -------------------- | ---------------------- | ------ |
| 2023—2024 | Eunchae's Star Diary | Бонусне шоу Music Bank | [ 13 ] |